# L'Ironie

L'Ironie est un essai du philosophe français Vladimir Jankélévitch écrit en 1936. Il y définit le concept d'ironie avec des idées antiques mais aussi avec des concepts propres à son temps. Son ouvrage fait écho aux œuvres de Kierkegaard, notamment à sa thèse, Du concept d’ironie constamment rapporté à Socrate.

## Résumé

### Chapitrage
- Le Mouvement de conscience ironique
  - L'ironie sur les choses
  - L'ironie sur soi : « économie »
  - L'ironie sur soi : art d'effleurer
- La pseudologie ironique ; et de la feinte
  - Variétés du secret et de l'allégorie
  - Du renversement ironique
  - De la litote
  - Cynisme
  - Conformisme ironique
- Des pièges de l'ironie
  - Confusion
  - Vertige et ennui
  - Probabilisme
  - Ironie humoresque
  - Jeux de l'amour et de l'humour[A 1]

### Résumé par chapitre

#### Chapitre I - Le Mouvement de conscience ironique
Jankélévitch évoque le philosophe grec Socrate qui représente pour lui l'idéal de l'ironiste. Socrate le représentait en cela qu'il perturbait constamment la cité dans ses croyances et ses erreurs pour la mener vers la liberté. Son ironie passe ainsi par la dérision, le détournement, Socrate serait même « un sophiste qui a "mal tourné" ». Mais cette ironie peut s'avérer très dangereuse : « Socrate en est mort ».

##### L'Ironie sur les choses
L'ironie a la spécificité de décomposer son objet en deux aspects : le tout et le quelque-chose. Il a aussi trois caractéristiques : « durée, distance et coexistence ». L'ironie se définit aussi par rapport au sérieux, par contraste. Le sérieux est à la fois ce qui permet l'ironie sur les autres, en la précédent grâce à une perception plus objective de l'autre, mais c'est aussi ce qui permet aux autres d'ironiser sur soi. Il est dur en revanche d'ironiser sur soi-même, car il faut alors être son propre objet.

##### L'ironie sur soi: «économie»
Jankélévitch affirme ensuite une vision déterministe de l'origine des êtres et des évènements. Cette caractéristique offre ainsi un point d'ancrage à l'ironie, car tout est physique. L'ironie est aussi conscience de la finitude des choses, c'est une approche lucide. Ainsi, parlant de l'amour il défend que, pour l'ironiste, « un sentiment n'est jamais éternel que jusqu'à nouvel ordre ! ». Il conclut ce chapitre en posant la question : « L'ironie ne serait-elle qu'un des visages de la sagesse ? ». En effet, elle s'approche de la sagesse, car, elle est connaissance des choses et préparation face aux évènements de la vie.

##### L'ironie sur soi: art d'effleurer
L'ironiste est un diplomate qui ne veut rien déplorer, rien abîmer, il doit tout affirmer en légèreté. Avec sa connaissance de la coexistence, l'ironiste est aussi relativiste. De plus, il ne se concentre pas exclusivement sur certaines choses, mais au contraire, il « papillonne » et sa doctrine serait alors : « Peu de tout ». L'ironiste est ainsi toujours poussé plus loin grâce à cette ouverture qui lui permet une forme de liberté. En effet, il se délivre d'une perception unilatérale du monde et de lui-même.

#### Chapitre II - La pseudologie ironique; et de la feinte
L'auteur soutient que l'on ne peut définir l'ironie, mais que celle-ci n'est pas ineffable, il va donc chercher à « philosopher sur sa qualité ».

##### Variétés du secret et de l'allégorie
La parole ironique est une des façons de s'exprimer, c'est un logos. Cependant l'ironie est surtout proche de l'allégorie « car elle pense une chose et, à sa manière, en dit une autre ». Mais ce qui est dit, en plus d'être autre, est aussi faux. En effet, Jankelevitch estime que la parole sincère est impossible, le langage ne pouvant révéler l'ensemble des nuances de la pensée. Le langage est ainsi un « organe-obstacle » qui permet et empêche, c'est un « impossible-nécessaire ». Il faut donc, pour dépasser cette contradiction, apprendre à lire entre les limites de la parole, les sous-entendus. L'ironiste maîtrise ainsi une sorte d'art du secret, une capacité à cacher. L'ironie permet cependant aussi la vérité, en dehors de la cacher, car l'ironiste la révèle par des voies détournées. C'est cette ambiguïté entre révélation et détournement qui est à la base de toute ironie.

##### Du renversement ironique
L'ironie relève aussi du jeu dans la mesure où elle a un « mouvement de va-et-vient dialectique de contraire à contraire ». L'ironiste peut ainsi faire et défaire, contrairement à l'artiste qui crée seulement. Cette « oscillation entre les extrêmes » est bénéfique, elle permet d'aller plus loin, à l'instar de Pénélope tissant et détruisant la nuit son ouvrage.
L'ironie s'oppose aussi au mensonge, car celui-ci est égoïste, il résulte d'une volonté de tromper l'autre sans le détromper. L'ironiste n'est pas contre l'ironisé, mais avec lui, il crée un mensonge « qui se détruit lui-même comme mensonge en se proférant, et désabuse l'abusé », ce processus conduit à la vérité et mène vers le haut, contrairement au mensonge qui tire vers le bas.
L'ironiste utilise donc l'intelligence de l'ironisé pour dépasser l'apparence du contraire. Elle crée un renversement, faisant que « le même n'est plus le même, mais un autre ».

##### De la litote
La litote est une figure de rhétorique qui dit le plus par le moins, c'est « la forme naturelle » de l'ironie. Cet amoindrissement, du plus vers le moins est l'orientation normale du renversement évoqué dans le sous-chapitre précédent. L'ironiste essaie ainsi de se donner un air mauvais pour cacher sa bonté, à l'inverse de l'hypocrite. Il peut même se contenter du moins, comme Socrate ne disant pas un mot lors de son procès. Cette recherche du minimal pousse l'ironisé à effectuer une réflexion pour comprendre la vérité. En effet, « si l'ironie morcelle les totalités étouffantes ou ridiculement solennelles, c'est pour installer à la place une totalité pneumatique ». Le passage vers le moins n'est que transitoire, pour atteindre le plus.

##### Cynisme
Le mal tente toujours de se faire passer pour le bien, d'où l'importance de l'ironiste cynique qui fait tomber les masques, car « il force l'injuste à être bien ce qu'il est ». Le mal s'anéantit alors par lui-même, l'ironie cynique est « la plus économique », évitant un vain combat contre des forces négatives. L'ironiste cynique fait ainsi preuve d'une ironie radicale, car il va jusqu'à devenir mauvais, il joint ironiste et ironisé en une seule personne, lui-même, pour faire éclater le scandale du mal au grand jour.

##### Conformisme ironique
L'ironiste cynique est cependant solitaire dans son scandale, contrairement à l'ironiste conformiste, qui, lui, appartient à la masse, « faisant chorus avec la multitude ». Il prend l'apparence de la norme pour passer inaperçu. C'est ainsi le cas de Socrate, qui prend l'allure des parfaits citoyens pour mieux les confondre. La discrétion de l'ironiste conformiste lui permet de critiquer les autres de l'intérieur. L'ironisme conformiste s'oppose à « l’extrémisme conformiste », qui rejette constamment le reste de l'opinion, mais ce comportement reste selon Jankelevitch le plus conformiste de tous.
Pourtant, l'ironie, par son objectivité, risque de détruire tout espoir, toute imagination, elle peut même risquer de se complaire dans le mal cynique et le mensonge.

#### Chapitre III - Des pièges de l'ironie
Jankélévitch confesse que l'ironie est un art de la précision, car poussée trop ou pas assez loin, elle se retourne aisément contre son auteur. Il détermine deux griefs qui peuvent la limiter : « le glissement de l'ironique dans le ludique » et « la rechute de l'allégorie en tautégorie naïve ».

##### Confusion
L'ironie a la particularité de tout retourner, « elle est une autre que soi ». L'ironiste mélange tout, « l'amour et la mort, l’épithalame et le chant funèbre, les cloches nuptiales et celle du glas ». Il joue avec les mots, mais il risque cependant de se perdre lui-même.

##### Vertige et ennui
L'ironiste risque aussi le vertige, en plus de se perdre. En effet, « non seulement on s'y méprend, mais la conscience s'y méprend sur elle-même ». Il peut finir par ressentir, croire lui-même ce qu'il feint de croire, alors même que l'ironie se définit par « le principe de lucidité, de self-contrôle, de détachement super-conscient ».
Un autre risque de l'ironiste est l'ennui. En effet, à force de changement constants, car il « est toujours un autre, toujours ailleurs, toujours plus tard », l'ironiste perd toute contenance. Étant tout, il n'est plus rien et « à force de trahir tout le monde, [l'ironie] reste seule, maigre et désabusée ».

##### Probabilisme
L'ironie est donc dangereuse pour l'ironiste, mais elle présente un autre risque pour l'ironisé. En effet, celui-ci, ne peut plus rien prendre pour vrai, car l'ironie « est vraiment trop légère ». Celui-ci se voit alors contraint de devenir sceptique en refusant toutes les vérités, ou relativiste en les acceptant toutes.
Le problème est aussi que l'on peut accuser les ironiste d'éviter les problèmes majeurs par l'ironie alors qu'ils affirment les critiquer de front.

##### L'ironie humoresque
Mais si l'ironie banalise les détails, « c'est pour mieux faire honneur à l'ensemble du réel ». Elle nous permet à l'ironiste de prendre « de l'altitude ». Elle a ainsi des points communs avec la pudeur : « le respect d'un mystère », la réflexion avant l'action, l'économie, un impact bénéfique. Mais l'ironie a ceci de plus sur la pudeur, qu'elle « se sert d'un rideau de plaisanteries ».
Quand elle parvient à être sérieuse, elle est humoresque, car elle garde une forme de sympathie avec l'ironisé. Son but n'est pas de railler ou de combattre l'objet, mais de l'aider, de compatir.

##### Jeux de l'amour et de l'humour
L'ironie permet d'aller de l'avant en détruisant, mais « le respect refait à tout moment ce que l'ironie a défait ». De plus, l'ironie est proche de l'amour et de l'humour par leur simplicité, leur ambiguïté, leur lucidité. Finalement, le but de l'ironie n'est pas tant de détruire ou de détourner, mais de créer « un esprit innocent et un cœur inspiré ».

### Citations de l'ouvrage
Vladimir Jankelevitch, L'Ironie, Flammarion, 19 janvier 2011, 192 p. (ISBN 9782081252363, présentation en ligne)
1. ↑  p. 187
2. ↑  p. 10
3. ↑  p. 9
4. ↑  p. 24
5. ↑  p. 29
6. ↑  p. 30
7. 1 2 3  p. 34
8. ↑  p. 42
9. 1 2  p. 45
10. 1 2  p. 54
11. ↑  p. 60
12. 1 2  p. 80
13. ↑  p. 74
14. ↑  p. 96
15. ↑  p. 97
16. ↑  p. 98
17. ↑  p. 112
18. ↑  p. 118
19. 1 2  p. 129
20. ↑  p. 130
21. ↑  p. 135
22. ↑  p. 144
23. ↑  p. 143
24. 1 2  p. 153
25. ↑  p. 156
26. ↑  p. 160
27. ↑  p. 161
28. 1 2  p. 167
29. ↑  p. 180
30. ↑  p. 186

### Autres
1. ↑  « L'ironie - Vladimir Jankélévitch », sur Babelio (consulté le 3 avril 2023)
2. ↑  « Ironie et humour », sur France Inter, 18 juillet 2022 (consulté le 3 avril 2023)
3. ↑  Hélene Politis, « Jankélévitch interprète de Kierkegaard », Lignes, vol. 28, no 2,‎ 1996, p. 77 (ISSN 0988-5226 et 2272-818X, DOI 10.3917/lignes0.028.0077, lire en ligne, consulté le 3 avril 2023)